# Synetocephalus vandykei
Synetocephalus vandykei är en skalbaggsart som först beskrevs av Blake 1942.  Synetocephalus vandykei ingår i släktet Synetocephalus och familjen bladbaggar. Inga underarter finns listade i Catalogue of Life.